# Star (Carolina del Norte)
Star es un pueblo ubicado en el condado de Montgomery en el estado estadounidense de Carolina del Norte. En el año 2000 tenía una población de 807 habitantes y una densidad poblacional de 257.3 personas por km².

## Geografía
Star se encuentra ubicado en las coordenadas 35°23′54.12″N 79°46′59.81″O / 35.3983667, -79.7832806.

## Demografía
Según la Oficina del Censo en 2000 los ingresos medios por hogar en la localidad eran de $26.845, y los ingresos medios por familia eran $32.083. Los hombres tenían unos ingresos medios de $26.563 frente a los $22.344 para las mujeres. La renta per cápita para la localidad era de $20.300. Alrededor del 12.1% de las familias y del 18.1% de la población estaban por debajo del umbral de pobreza.